# Svämskog

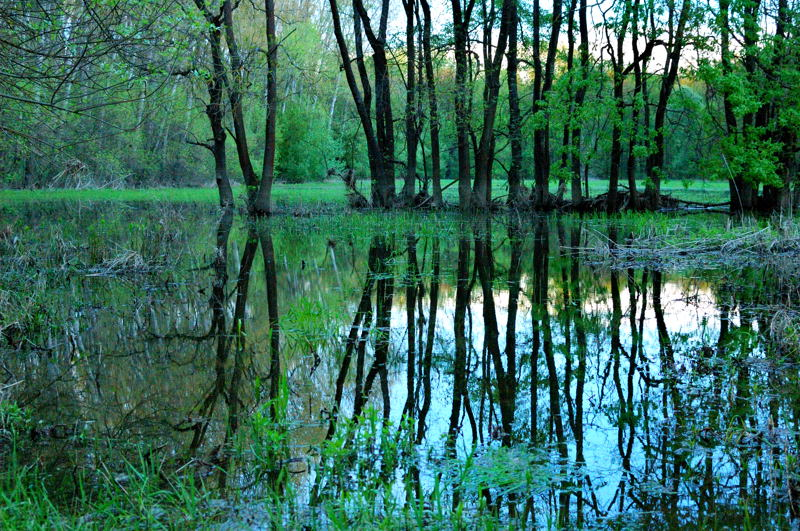
En översvämmad skog utmed bifloden Morava i Tjeckien.

Svämskog, svämlövskog och svämädellövskog är artrika naturtyper som finns utmed vattendrag och som präglas av vattendragets flöde och återkommande översvämningar. Med det inströmmande vattnet får svämskogen även ett tillskott av näringsämnen genom att mineral- och humuspartiklar sedimenterar och blir kvar på marken när vattnet sjunker undan. Dessa faktorer i kombination med det ofta ljusa läget gör att svämskogens biologiska mångfald ofta uppvisar ett högt naturvärde. Men genom antropogen påverkan har dessa skogar blivit en ovanlig naturtyp i Europa.

## Biologi
Svämskogens träd utgörs främst av lövträd eftersom marken är för våt för att den annars så konkurrensstarka granen skall kunna få någon större utbredning. Vattenståndsfluktuationerna gör att inte heller tall får någon stark etablering. Träd och buskar domineras ofta av gråal eller klibbal samt glasbjörk (även kallad kärrbjörk), videarter och hägg. Att barrträden hålls tillbaka gynnar även ek, ask och asp. Utifrån vilket/vilka trädslag som dominerar kan man tala om olika slags svämskogsbiotoper, till exempel asp-svämskog eller ek-asp-svämskog.
Inom EU finns de två kategorierna svämlövskog (EU naturtypskod 91E0) och svämädellövskog (EU naturtypskod 91F0). Skillnaden på svämlövskog och svämädellövskog är inte alltid tydlig, men regelbundet översvämmade skogar med stort inslag av ek, alm, ask och lundflora kategoriseras som svämädellövskog, medan regelbundet översvämmade skogar med stort inslag av vanliga lövträd och ask klassificeras som svämlövskog. 
De speciella förhållandena i svämskogen gör att den i regel hyser hotade och andra sällsynta arter av svampar, lavar, mossor och insekter. Översvämningarna påskyndar uppkomsten av hålträd och andra döende och döda träd, vilket även gynnar fåglar som gråspett, mindre hackspett och vitryggig hackspett. Relativt varma vattensamlingar i en svämskog kan erbjuda en bra utvecklingsmiljö för vissa insektslarver. Några andra sällsynta arter man kan hitta är strandskinnlav, aspgelélav, ringlav, hårklomossa, skogsklocka, sumpviol och strandviol.

## Hot
Svämskogar var tidigare vanliga i Europa innan de naturligt översvämmade och näringsrika markerna längs vattendrag omvandlades till jordbruksmark eller exploaterades för bostäder och industrier.
Eftersom svämskogar förutsätter tillfälligt höga vattenstånd har regleringen, det vill säga vattenkraftsutbyggnaden, av många älvar och andra vattendrag reducerat svämskogarnas omfattning. Sedan mitten av 1800-talet har även jordbruket bidragit till denna utveckling genom att dika ut och omvandla stora arealer av svämskog till åker och äng. Ytterligare hot utgör skogsbrukets dikning, gallring, avverkning och uttag av svämskogens träd. Även kalkning i eller i anslutning till svämskogen förändrar vegetationen och missgynnar framför allt mossor och lavar.

## Skydd
Med stöd av miljöbalken kan Skogsstyrelsen sedan år 1999 avsätta särskilt skyddsvärda, skogliga områden, till exempel svämskogar, på upp till cirka 20 ha som biotopskyddsområden. Till och med 2008 har 98 "strand- eller svämskogar", med en sammanlagd yta om 258 ha och för en intrångsersättning till markägarna om totalt 9,4 miljoner kronor, fått ett sådant skydd. Även andra skyddsformer kan hysa svämskog (t.ex. Färnebofjärdens nationalpark).